# Monismo y dualismo en el derecho internacional
El debate sobre Monismo y dualismo en el derecho internacional opone dos concepciones antagónicas de la relación entre los ordenamientos jurídicos nacionales y el orden internacional: el dualismo tiende a afirmar que las normas del derecho internacional sólo adquieren fuerza jurídica al ser transpuestas al derecho interno, mientras que el monismo tiende a afirmar que el derecho internacional prevalece inmediatamente en el derecho interno.
Algunos Estados tienden a favorecer una u otra doctrina. El dualismo es, por ejemplo, preferido en el Reino Unido, Canadá, Alemania e Italia, donde los tratados internacionales firmados y ratificados deben ser recogidos formalmente por el derecho interno (principio de soberanía parlamentaria) y, por tanto, tienen autoridad sobre la ley que los integra en el mismo el orden jurídico interno. Por el contrario, en Francia, los tratados son aplicables tras su ratificación:tienen una posición específica, que en este caso es superior a las leyes internas (supralegal). Esta posición monista también se adopta en los Países Bajos, Suiza o Luxemburgo. Estados Unidos tiene un sistema mixto, dependiendo de si los tratados se consideran directamente ejecutables por los tribunales o no; en todos los casos, los tratados no son aplicables si entran en conflicto con una ley federal posterior.
En cuanto a la relación entre el derecho comunitario y el derecho interno, el Tribunal de Justicia de las Comunidades Europeas (TJCE) adoptó una posición monista con la sentencia Costa v ENEL de 1964.

## Monismo y dualismo
Aunque el uso de estos términos es complejo y equívoco, se podría decir, en términos generales, que el dualismo tiende a considerar el derecho internacional y el derecho interno como órdenes jurídicos distintos, siendo el derecho interno el que debe determinar bajo qué condiciones las normas internacionales se transponen al derecho interno. La separación es posible porque el derecho internacional público tiene como sujetos a los Estados y los organismos internacionales, mientras que el derecho interno concierne a las personas físicas y jurídicas (sociedades, etc.).
En un sentido más técnico, un sistema es dualista cuando sólo admite la validez de una norma de derecho internacional con la condición expresa de que haya sido transpuesta. Según esta perspectiva, el derecho internacional se convierte en derecho nacional (por transposición) o no existe. Esta posición fue defendida, por ejemplo, por Dick Atkin (1867-1944),Heinrich Triepel (1866-1946) y Dionisio Anzilotti (1867-1950).
La concepción opuesta fue defendida, por ejemplo, por Hans Kelsen (1881-1973), apoyándose en la noción de la jerarquía de las normas, Georges Scelle (1878-1961) o, más recientemente, Pieter Kooijmans, magistrado de la Corte Internacional de Justicia de 1997 a 2006. Afirma que las normas del derecho internacional, al igual que el derecho interno, se aplican a los tribunales nacionales y, por tanto, a los litigantes. La transposición no se considera entonces una condición necesaria para la validez del derecho internacional, de manera que un magistrado podría anular una norma nacional si contradice un instrumento jurídico internacional ratificado por el Estado en cuestión. Sin embargo, el monismo distingue, en general, entre tratados y normas imperativas de jus cogens.

## Cuestiones de interpretación
Un concepto dualista tendería a favorecer un cierto margen nacional de interpretación del soberano (poder ejecutivo y legislativo). Por el contrario, una concepción monista tendería a favorecer un margen de interpretación dejado a la discreción del juez. Así, si un juez de un «Estado monista» realiza una interpretación «equivocada» o considerada como tal del derecho internacional, el derecho interno contradice el derecho internacional tanto como si el legislador de un «Estado dualista» se había abstenido de transponer la norma. Por tanto, el dualismo puede defenderse resaltando la relativa ignorancia de las normas del derecho internacional por parte de los jueces nacionales.
Sin embargo, estas distinciones son bastante relativas: de hecho se podría argumentar, desde una perspectiva realista (opuesta al legicentrismo, doctrina antagónica al constitucionalismo), que en cualquier caso el margen de interpretación dejado al juez en ambos casos es el mismo, es decir, máximo.
Además, en virtud del principio lex posterior derogat legi priori, en un régimen dualista, si una ley posterior contradijera la ley que ha transpuesto normas internacionales (por tanto, «nacionalizado»), pasaría a ser nulo. Así, tal régimen requiere un seguimiento cuidadoso de las nuevas leyes para verificar su conformidad con las leyes anteriores.

## Dualismo y monismo respecto del cosmopolitismo
No es imposible vincular estas opciones teóricas que parecen relacionarse exclusivamente con opciones metodológicas con convicciones políticas más profundas, por ejemplo, especulando sobre la naturaleza del vínculo entre una posición dualista y una concepción pluralista del sistema internacional que difícilmente creería en la posibilidad de construir una comunidad global homogénea, mientras que, por el contrario, el monismo podría acercarse a una concepción cosmopolita.

## Ejemplos
En algunos países, como el Reino Unido, predomina la visión dualista. El derecho internacional es sólo una parte del derecho nacional británico una vez que es aceptado en el derecho nacional. Un tratado «no tiene efecto en el derecho interno hasta que se apruebe una ley del Parlamento para darle efecto». En otros países esta distinción tiende a ser borrosa.

En la gran mayoría de los países democráticos fuera de la Mancomunidad, la legislatura o parte de ella participa en el proceso de ratificación, de modo que la ratificación se convierte en un acto legislativo y el tratado entra en vigencia simultáneamente en el derecho internacional y en el derecho interno. Por ejemplo, la Constitución de los Estados Unidos establece que el presidente “tendrá poder, con el consejo y consentimiento del Senado, para concertar tratados, siempre que dos tercios de los senadores presentes estén de acuerdo” (artículo II). Los tratados ratificados de conformidad con la Constitución pasan automáticamente a formar parte del derecho interno de los Estados Unidos.

Estados Unidos tiene un sistema monista-dualista «mixto»; El derecho internacional se aplica directamente en los tribunales estadounidenses en algunos casos, pero no en otros. La Cláusula de Supremacía del artículo VI de la Constitución establece que los tratados son parte de la ley suprema del país, como lo sugiere la cita anterior; sin embargo, la Corte Suprema de Estados Unidos, en Medellín v. Texas (2008),sostuvo que algunos tratados no son «autoejecutables». Dichos tratados deben ser implementados por ley antes de que los tribunales nacionales y subnacionales puedan dar efecto a sus disposiciones. De manera similar respecto del derecho internacional consuetudinario, la Corte Suprema afirmó, en el caso El Pacquete Habana (1900), que «el derecho internacional es parte de nuestro derecho». Sin embargo, también dijo que el derecho internacional no se aplicaría si existe un acto legislativo, ejecutivo o judicial que controle lo contrario.